# Conrado II Duque de Baviera
Conrado II (Ratisbona, septiembre u octubre de 1052-Ratisbona, 10 de abril de 1055), llamado el Niño, fue duque de Baviera desde 1054 hasta 1055. Fue el segundo hijo del emperador Enrique III y de su segunda esposa, Inés de Poitou. Fue nombrado brevemente duque de Baviera, título que había sido ocupado por su hermano mayor, Enrique, como Enrique VIII. Murió poco después y fue reemplazado por su hermano Enrique de nuevo.
Cuando Conrado I no es numerado, sino que figura por su nombre alternativo, Cuno o Kuno; Conrado el Niño es numerado como Conrado I.

## Sucesión
| Predecesor: Enrique VIII de Baviera | Duque de Baviera 1054-1055 | Sucesor: Enrique VIII de Baviera |

- Datos: Q695950